# شهرستان نوتاوای (ویرجینیا)
شهرستان نوتاوای، ویرجینیا (به انگلیسی: Nottoway County, Virginia) یک سکونتگاه مسکونی در ایالات متحده آمریکا است که در ویرجینیا واقع شده‌است.

## خصوصیات
شهرستان نوتاوای ۸۱۸٫۴۴ کیلومترمربع مساحت دارد.